# Дубасово (Вадинский район)
Дубасово — село в Вадинском районе Пензенской области России. Входит в состав Рахмановского сельсовета.

## География
Село находится в северо-западной части Пензенской области, в пределах восточной окраины Окско-Донской низменности, в лесостепной зоне, на левом берегу реки Дубасовки, к югу от автодороги 58К-48, на расстоянии примерно 16 километров (по прямой) к юго-западу от села Вадинска, административного центра района. Абсолютная высота — 196 метров над уровнем моря.
Климат
Климат характеризуется как умеренно континентальный. Средняя температура воздуха самого холодного месяца (января) составляет −11,5 °C (абсолютный минимум — −44 °С); самого тёплого месяца (июля) — 19,5 °C (абсолютный максимум — 38 °С). Продолжительность безморозного периода составляет 133 дня. Годовое количество атмосферных осадков — 467 мм. Снежный покров держится в среднем 141 день.

## История
Основано в середине XVII века. В 1782 году село Архангельское, Дубасово тож, числилось за Ильёй Матвеевичем Дубасовым, Петром, Александром, Львом, Иваном, Марией, Екатериной и Елизаветой Алексеевыми. Имелось 44 двора. В 1785 году — за помещиками Ильей Матвеевичем Дубасовым (90 ревизских душ с крестьянами д. Усть-Летево) и Петром Алексеевичем Яковлевым (78 ревизских душ). В селе имелась церковь во имя Николая Чудотворца (в 1869 году построена деревянная церковь во имя Михаила Архангела).
Перед отменой крепостного права село Дубасово (с пустошью Обуховской), принадлежало помещицам Надежде Броницкой и Софье Поленовой. У первой имелось 28 крестьянских дворов 145 ревизских душ крестьян, 34 ревизских души дворовых и 42 тягла (все на барщине); у второй — 44 двора, 138 ревизских душ крестьян и 57 тягол (все на оброке). В конце XIX века работала церковноприходская школа.
По состоянию на 1911 год в Дубасово, относившемуся к Ключевской волости Керенского уезда, имелось: два крестьянских общества, 116 дворов, церковь, церковноприходская школа, три ветряные мельницы и три лавки. Население села того периода составляло 756 человек. По данным 1955 года в селе располагалась центральная усадьба колхоза «Ильич». В марте 1959 года было передано в состав Богородского сельсовета, а позднее вошло в состав Рахмановского сельсовета.

## Население
| 1782 | 1864 | 1877 | 1897 | 1911 | 1926 | 1930 |
| ---- | ---- | ---- | ---- | ---- | ---- | ---- |
| 410  | ↗585 | ↘548 | ↗561 | ↗756 | ↗759 | ↗801 |
| 1939 | 1959 | 1979 | 1989 | 1996 | 2002 | 2010 |
| ↘534 | ↘327 | ↘228 | ↘135 | ↘124 | ↘100 | ↘45  |

Половой состав
По данным Всероссийской переписи населения 2010 года в гендерной структуре населения мужчины составляли 48,9 %, женщины — соответственно 51,1 %.
Национальный состав
Согласно результатам переписи 2002 года, в национальной структуре населения русские составляли 100 % из 100 чел.

## Улицы
Уличная сеть села состоит из трёх улиц.